# Хыбиньский, Адольф
Адольф Эустахий Хыбиньский (пол. Adolf Eustachy Chybiński, 29 апреля 1880, Краков — 31 октября 1952, Познань) — польский музыковед. Один из создателей современного польского музыковедения.
Хыбиньскому принадлежит около 400 статей, в том числе о старинной вокальной музыке и её влиянии на современную польскую, о польской фортепианной школе, симфонической музыке того времени, о сочинениях Ф. Шопена, С. Монюшко, К. Шимановского, И. С. Баха, Г. Малера, а также М. А. Балакирева, А. П. Бородина, А. К. Глазунова и др. Среди книг Хыбиньского — труд о М. Карловиче.

## Биография
В 1890 году обучался скрипке у Я. Островского, фортепиано у А. Шибальского и музыкально-теоретическим предметам у А. Щербиньского. С 1901 года обучался в Ягеллонском университете истории музыки и философии в Кракове, также совершенствовался у Я. Дроздовского. В 1905-1907 годах изучал композицию у Л. Тюиля в Академии музыки, в 1901-1902 и 1904-1908 годах изучал музыковедение под руководством А. Зандбергера и Т. Кройера в университете в Мюнхене. С 1912 года стал преподавателем, с 1913 по 1941 год являлся руководителем кафедры музыковедения Львовского, в 1945-1952 годах — Познанского университетов. В 1939—41 профессор Львовской консерватории. В 1928 году совместно с К. Сикорским и Т. Охлевским основал «Издательство старинной польской музыки», с того же года был главным редактором журнала «Kwartalnik Muzyczny». В 1935-1937 годах главный редактор ежегодника «Polski Rocznik Muzykologiczny».
Хыбиньский — создатель польской школы музыковедения, среди его учеников — И. Фейхт, З. Лисса, Ю. Хоминьский, С. Лобачевская, Т. Струмилло. Являлся специалистом в области старинной польской музыки; ему принадлежали первые публикации многих произведений польских композиторов XV-XVIII веков и работы о Я. Ружицком, М. Гомулке, Г. Г. Горчицком, Себастьяне из Фелынтына, Я. Собеском, М. Мельчевском и других представителях польской музыки эпохи Возрождения и барокко. Занимался исследованием польского музыкального фольклора «От Татр до Балтики» и других, исследовал творчество деятелей «Молодой Польши» — М. Карловича, К. Шимановского, Л. Ружицкого, писал также о членах «Ассоциации молодых польских композиторов» в Париже. Ряд статей посвятил музыкальной фольклористике, народным музыкальным инструментам. Публиковал статьи в журналы «Lud», «Przeglad Powszechny», «Mloda Muzyka», в газетах — венской «Polnische Post», львовской «Gazeta Lwowska», варшавской «Nowa Gazeta» и в другие польские и зарубежные издания, а также в журнал «Русская музыкальная газета» (статьи о К. Шимановском).